# Ponticocythereis
Ponticocythereis är ett släkte av kräftdjur. Ponticocythereis ingår i familjen Trachyleberididae.
Kladogram enligt Catalogue of Life:
| Ponticocythereis | \| \| Ponticocythereis decora \| \| \| \| \| \| Ponticocythereis militaris \| \| \| \| |
|                  | \| \| Ponticocythereis decora \| \| \| \| \| \| Ponticocythereis militaris \| \| \| \| |
|                  | Ponticocythereis decora                                                                |
|                  |                                                                                        |
|                  | Ponticocythereis militaris                                                             |
|                  |                                                                                        |